# Henry Jørgensen
Henry Jørgensen (* 3. Januar 1907 in Kopenhagen; † unbekannt) war ein dänischer Radrennfahrer.

## Sportliche Laufbahn
Jørgensen war im Straßenradsport aktiv. 1933 wurde er Vizemeister im Straßenrennen der Amateure hinter Werner Grundahl Hansen. Im Stjerneløbet, einem der traditionsreichsten dänischen Eintagesrennen, wurde er 1933 Zweiter hinter Grundahl Hansen, in der Sjælland Rundt kam er auf den dritten Rang. Er startete bei den Straßenradsport-Weltmeisterschaften 1926 in der Nationalmannschaft und beendete das Rennen auf dem 28. Platz.